# Hermann Mörsberger
Hermann Mörsberger, auch Mörseberger und Moersberger (* 12. August 1872; † 1940) war ein deutscher Konteradmiral der Kaiserlichen Marine.

## Leben
Hermann Mörsberger trat am 13. April 1889 als Seekadett in die Kaiserliche Marine ein. Am 13. April 1895 wurde er Leutnant zur See und wurde am 13. September 1895 als Adjutant zur 1. Abteilung der II. Matrosendivision kommandiert. Später diente er im Matrosenartillerie-Detachement Kiautschou und wurde zum 7. Februar 1899 von diesem Kommando entbunden. 1906 war er als Kapitänleutnant Adjutant bei der Inspektion der Schiffsartillerie in Kiel.

Von November 1911 bis 19. Dezember 1913 war er Kommandant der Nürnberg. Am 12. April 1913 wurde er in dieser Position zum Kapitän zur See befördert. Später war er bis September 1914 Direktor des Ausrüstungsressorts der Werft in Kiel und dann kurze Zeit Kommandeur der Flottenstammdivision des Marinekorps. Er übernahm dann bis Juli 1917 das Kommando über die schwere Artillerie des Marinekorps. Für einen Monat war er Artillerie-Kommandeur bei der 2. Marine-Division. Bis November 1918 war er Kommandant der Markgraf. Mit dieser war er im Kieler Matrosenaufstand eingebunden. Der Kapitänleutnant Hermann von Schweinitz vermerkte in seinem Tagebuch zu den Ereignissen:
II. Admiral Feldt und Kommandant Mörsberger weinerlich, ein unwürdiger Anblick, sind völlig durchgetörnt, aber man löst sie nicht ab
Am 22. November 1919 wurde er aus der Marine verabschiedet und erhielt am 27. Januar 1920 den Charakter als Konteradmiral verliehen.